# Земля Руперта
57°00′ пн. ш. 92°18′ зх. д. / 57° пн. ш. 92.3° зх. д.
Земля Ру́перта (знана також як: Рупертсле́нд; від англ. Rupert's Land) — територія на півночі Канади, що входила до володінь Британської імперії у 1670—1870.
До складу Рупертсленду входила територія сучасних провінцій Манітоба, майже всього Саскачевану, південної Альберти, південна частина Нунавуту, північне Онтаріо, північний Квебек, а також частини сучасних штатів США: Міннесота, Північна Дакота, Монтана та Південна Дакота.
Площа території — приблизно 3,9 мільйонів км²
Адміністративний центр — Йорк-Фекторі.
Територію було названо на честь Руперта (Рупрехта) Пфальцького (нім. Ruprecht von der Pfalz, Herzog von Cumberland, англ. Prince Rupert of the Rhine, Duke of Cumberland), герцога Камберлендського, небожа короля Англії Карла I.
1670 року Карл II відвів земельні ділянки з правом торгівлі хутром з індіанцями на території річок сточища Гудзонової затоки спеціально створеній Компанії Гудзонової затоки.
Компанія володіла монополією на закупівлю хутра у деяких регіонах Канади до 1859, створила торгові факторії на більшій частині сучасної території країни та на заході сучасних США.
1870 року перейшла у власність Канади (19 листопада 1869 Компанія Гудзонової затоки продала територію Землі Руперта канадському уряду за £ 300 000).
Канада об'єднала Землю Руперта з Північною територією, утворивши адміністративну одиницю Північно-західні території.